# Teorema (romanzo)
Teorema è un romanzo di Pier Paolo Pasolini del 1968.
Il romanzo è tratto dal soggetto scritto dal regista friulano per il film omonimo dello stesso anno. Era stata inizialmente concepito come un'opera teatrale.
Il libro è stato tradotto in molte lingue, tra cui il turco, il giapponese, l'estone, il finlandese.

## Trama
Una ricca famiglia di un industriale milanese abita in una signorile villa appena fuori città; è composta da tipici personaggi borghesi come la moglie, ex popolana arricchita e volgare, il marito, uomo tutto d'un pezzo che si atteggia a padre padrone, i figli che frequentano il liceo Parini tipico dei rampolli della cosiddetta "Milano bene". Il gruppo familiare, arricchito dalla domestica e dal postino che frequentemente arriva da loro, viene profondamente sconvolto dall'arrivo di un enigmatico ospite, un giovane venticinquenne silenzioso e affascinante che annuncia al capo famiglia con una lettera portata dallo stesso postino che «domani sarà da loro» senza dare ulteriori spiegazioni. Il visitatore ottiene con facilità le grazie della moglie annoiata dalla vita coniugale; riesce poi ad avere rapporti erotici con la figlia adolescente, ed in seguito anche col figlio, con la domestica e con lo stesso capofamiglia. Il contatto sessuale ed intellettuale con il giovane fa prendere coscienza agli abitanti della casa della vanità della propria esistenza e della propria vera natura. Quando il misterioso viaggiatore ripartirà tutto sarà cambiato: la madre continuamente si concede sessualmente a vari giovanotti, la figlia diventa catatonica, il figlio abbandona la famiglia e si mette a dipingere, il capofamiglia lascia la fabbrica agli operai, si denuda nella stazione di Milano e si perde nel deserto, mentre la serva, una semplice contadina, levita nell'aria come una santa.

## Edizioni
- Pier Paolo Pasolini, Teorema, Milano, Garzanti, 1968.
- Pier Paolo Pasolini, Teorema, Milano, Garzanti Libri, 2015.
- Pier Paolo Pasolini, Teorema, prefazione di Attilio Bertolucci, Garzanti, Milano 2015

## Opere derivate
Nel 1991, il musicista Giorgio Battistelli ha presentato un'opera musicale dal titolo Teorema, liberamente adattata dal testo pasoliniano e definita parabola musicale. Presentata al Maggio Musicale Fiorentino il 16 maggio 1992, ha avuto in seguito una ripresa diretta dal regista Luca Ronconi a cura del Teatro dell'Opera di Roma.